# 일본의 웹 애니메이션
일본의 웹 애니메이션(Web Animation)은 일본의 인터넷 환경에서 공개하는 것을 전제로 제작된 애니메이션 작품을 말한다. 웹 애니메이션을 OVA에 견주어 오리지널 넷 아니메(Original Net Anime, ONA)라고 부르기도 한다.

## 역사
초창기에는 전화 접속 등의 속도가 느린 인터넷 회선에서도 볼 수 있도록 파일 사이즈를 작게 하기 위해 플래시로 제작하는 등의 고안이 있었다. 예부터 자체 제작 애니메이션을 발표, 게시하려는 움직임은 보였지만, 인터넷의 보급과 퍼스널 컴퓨터를 이용한 애니메이션 제작 도구의 고성능화에 따라 그에 발맞추어 개인 또는 소수가 제작한 2D, 3D 애니메이션 작품을 인터넷에서 공개하려는 움직임도 조금씩 늘었다. GIF로 만든 짧은 애니메이션이나 루프 애니메이션을 공개하기도 하였고, 플래시의 보급과 함께 플래시를 이용한 애니메이션 제작의 간편함에 힘입어 인터넷은 플래시 크리에이터의 작품 발표의 장으로서도 활용되었다.
이후 광섬유 회선의 보급 등, 대용량의 데이터를 송수신할 수 있는 광대역 통신 환경이 일반화되면서 텔레비전 방송의 평균 방송 품질로 송신하는 것도 가능하게 되어 웹 애니메이션 시장은 한 층 더 증가 추세를 보이고 있다.
게임기나 휴대 전화를 위한 컨텐츠로서의 웹 애니메이션도 등장하고 있다. 그 예로는 얏타맨 (2번째 시리즈)의 스폰서인 도시바가 자사 제품의 선전을 겸한 웹 애니메이션 사이트를 개설한 것이 있다.

## 같이 보기
- 일본의 애니메이션